# Allescheriella uredinioides
Allescheriella uredinioides är en svampart som beskrevs av Henn. 1897. Allescheriella uredinioides ingår i släktet Allescheriella och familjen Botryobasidiaceae.   Inga underarter finns listade i Catalogue of Life.